# Tronc brachiocéphalique
Le tronc brachiocéphalique (ou tronc artériel brachiocéphalique)  est le premier des troncs supraaortiques issus de l'arc de l'aorte.

## Terminologie
Le terme brachiocéphalique est issu du latin brachium signifiant bras et du grec kephalê signifiant tête.

## Origine
Le tronc brachiocéphalique est la première branche de l'arc de l'aorte et la troisième branche de l'aorte après les deux artères coronaires.

## Trajet
Le tronc brachiocéphalique chemine dans le médiastin supérieur obliquement en haut, en dehors et légèrement en arrière. 
Il mesure 2 à 3 cm de long pour un diamètre moyen de 13 mm.
A l'avant il est croisé par la veine brachiocéphalique gauche. Sa partie antérieure est en contact avec le thymus chez l'enfant et le manubrium sternal.
Sa partie postérieure est en contact avec l’œsophage et la trachée.
Latéralement, il est en contact à droite avec la plèvre médiastinale et la veine brachiocéphalique droite.
Dans sa partie supérieure, il est en contact avec le nerf vague droit et le nerf phrénique droit.
Il s'agit de la première collatérale de gros calibre de l'aorte (les premières collatérales de l'aorte étant les artères coronaires). Cette artère, peu après son origine, se divise en deux artères collatérales : artère carotide commune droite et artère subclavière droite. Elle n'a pas d'homologue à gauche où elle est remplacée par l'artère carotide commune gauche et l'artère subclavière gauche qui partent directement et indépendamment du toit de l'aorte.
Par ailleurs, on observe deux veines brachiocéphaliques, une droite et une gauche.

## Collatérales
Le tronc brachiocéphalique n'a habituellement pas de branche collatérale, mais elle peut donner naissance à l'artère thyroïdienne ima.

## Terminaison
Derrière l'articulation sterno-claviculaire droite, il se divise en deux branches terminales :
- l'artère subclavière droite au-dessus de la première côte qui vascularise le membre supérieur droit,
- l'artère carotide commune droite droite est plus médiale que la précédente, elle se dirige verticalement vers le haut pour vasculariser la tête et le cou.

## Zone de vascularisation
Le tronc brachiocéphalique irrigue le membre supérieur droit et la moitié droite de la tête et du cou.

## Aspect clinique

### Exploration
Le tronc brachiocéphalique n'est pas directement palpable mais ses deux branches le sont au niveau du cou et du membre supérieur droit.

### Pathologies
Un anévrisme volumineux du tronc peut provoquer une compression trachéale.